# Joby Valente
Pour les articles homonymes, voir Valente.
Joby Valente, née le 20 juillet 1939 à Fonds-Saint-Denis en Martinique, est une chanteuse et actrice française.

## Biographie
Joby Valente, née Marguerite Valentine Dersion, est la fille d'une épicière et d'un boucher qui est également saxophoniste. Elle devient institutrice dans les Aurès en Algérie en 1958, puis à Suresnes en 1962. Elle reprend alors la même année des études de secrétariat et de droit. En 1969, elle suit une formation à l'école de Music-Hall de l'Olympia. Elle obtient notamment un succès avec la chanson Disk la rayé.

### Associatif
Elle dirige une association contre le racisme, Orphelins Soleil.[réf. souhaitée] Elle est vice-présidente du Collectif des filles et fils d'Africains déportés (COFFAD). Elle est membre des Indigènes de la République.

### Politique
En 1994, elle se présente aux élections européennes.
En 2002, lors des élections législatives, elle est la suppléante de Dieudonné dans la huitième circonscription du Val-d'Oise. Elle se présente à l'époque comme « en symbiose » avec Dieudonné, dont le COFFAD est alors un soutien actif, et prend elle-même des positions publiques sur la question noire, affirmant notamment qu'il est « faux » que des Noirs aient été complices de la traite négrière et qu'écrire cela relève d'une « volonté de [diviser les Noirs] » ; elle considère également que l'ensemble des calamités, politiques, économiques et naturelles, dont sont victimes les Noirs, relèvent d'un « vaste plan ».

## Filmographie

### Cinéma
- 1986 : Under the Cherry Moon de et avec Prince) : Champagne Lady
- 2006 : Trois amis de Michel Boujenah : Juliette
- 2009 : La Première Étoile : une copine de Bonne Maman
- 2012 : 30° Couleur : une mère

### Télévision
- 2004 : Un parfum de Caraïbes de Michaël Perrotta : Mariette
- 2005 : Du goût et des couleurs de Michaela Watteaux : Marie-Ange

## Théâtre
- 1998 : Lire en fête (chants & poèmes avec la troupe Les Griots)
- 2000 : Le Rebelle d'Aimé Césaire
- 2000 : Gouverneurs de la rosée de Jacques Roumain
- 2000 : Case en tole de Nadine Fidji
- 2000 : Une porte sur la mer de Benjamin Jules-Rosette
- 2001 : Guetteur de mer d'Edouard Glissant
- 2006 : A fons la caisse de Jérôme Foucher

## Discographie
- 1998 : Disk La Rayé
- 2011 : Respecté Fanm La
- 2014 : Jen Kon Vye

### Singles
- 1998 : Disk La Rayé (album du même nom), reprise/adaptation de Johnny Y Su Combo, El Disco Rayado.
- 2014 : J'aime Les Bourgeois (album Jen Kon Vye) avec Ludivine Retory et Valérie Louri